# Szebkai
Szebkai az ókori egyiptomi uralkodó; a második átmeneti kor idején élt, és a XIII. dinasztiához vagy a XIV. és XV. dinasztiával egyidőben hatalmon lévő abüdoszi dinasztiához tartozott. Valószínű, hogy azonos Szenebkaival, akinek a sírját 2014 januárjában fedezték fel.

## Személyazonossága
Nagyon keveset tudni róla, neve csak egy elefántcsont pálcán szerepel, amelyet Abüdoszban találtak és ma a kairói Egyiptomi Múzeumban található (CG 9433 / JE 34988). A pálca felfedezése óta több egyiptológus próbálta azonosítani Szebkait a második átmeneti kor már ismert királyai valamelyikével. Stephen Quirke szerint a Szebkai név a Szedzsefakaré rövidítése, ami VII. Amenemhat (Amenemhat Kai) trónneve, míg Jürgen von Beckerath szerint a Szobekhotep névé. Thomas Schneider egyetért von Beckerath feltételezésével, és Szebkait II. Szobekhoteppel azonosítja.
Kim Ryholt radikálisabb elmélettel állt elő, szerinte a név Szeb fia, Kaiként olvasandó, vagyis a Szeb és a Kai név két különböző uralkodót jelent, akik Kai Amenemhat előtt uralkodtak; utóbbinak a neve Kai fia, Amenemhatként olvasandó, összhangban azzal, hogy Ryholt szerint a dinasztia több királya is filiatív névvel rendelkezett.
2014-ben egy Abüdoszban ásató régészcsapat egy korábban ismeretlen, második átmeneti kori uralkodó sírját fedezte fel. A királyt Szenebkainak hívták, és egyes feltételezések szerint azonos Szebkaival.

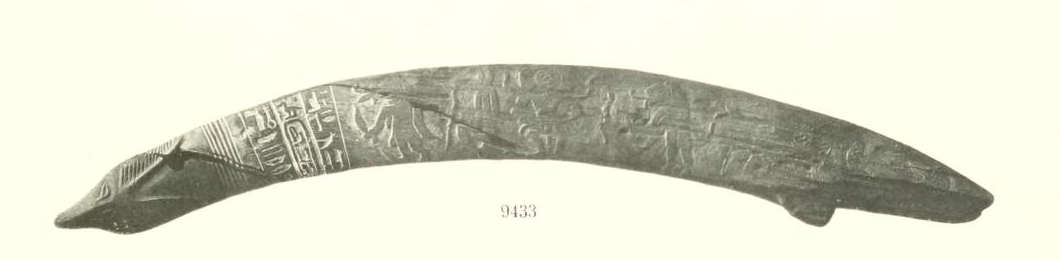
Az elefántcsont pálca; Szebkai neve baloldalt látható

## Fordítás
- Ez a szócikk részben vagy egészben  a   Sebkay című angol Wikipédia-szócikk ezen változatának fordításán alapul.  Az eredeti cikk szerkesztőit annak laptörténete sorolja fel. Ez a jelzés csupán a megfogalmazás eredetét és a szerzői jogokat jelzi, nem szolgál a cikkben szereplő információk forrásmegjelöléseként.